# Jackie Robinson (calciatore)
John Allan Robinson, conosciuto come Jackie, (Shiremoor, 10 agosto 1917 – Shiremoor, 30 luglio 1972) è stato un calciatore inglese, di ruolo attaccante.

## Carriera

### Club
Ha sempre giocato nel campionato inglese.

### Nazionale
Conta 4 presenze e due reti con la maglia della Nazionale.